# Kausche (Drebkau)

Kausche auf Messtischblatt von 1919

Kausche, niedersorbisch Chusej, ist ein Ortsteil von Drebkau, der 1995 abgebaggert und an anderer Stelle neu errichtet wurde.

## Geschichte

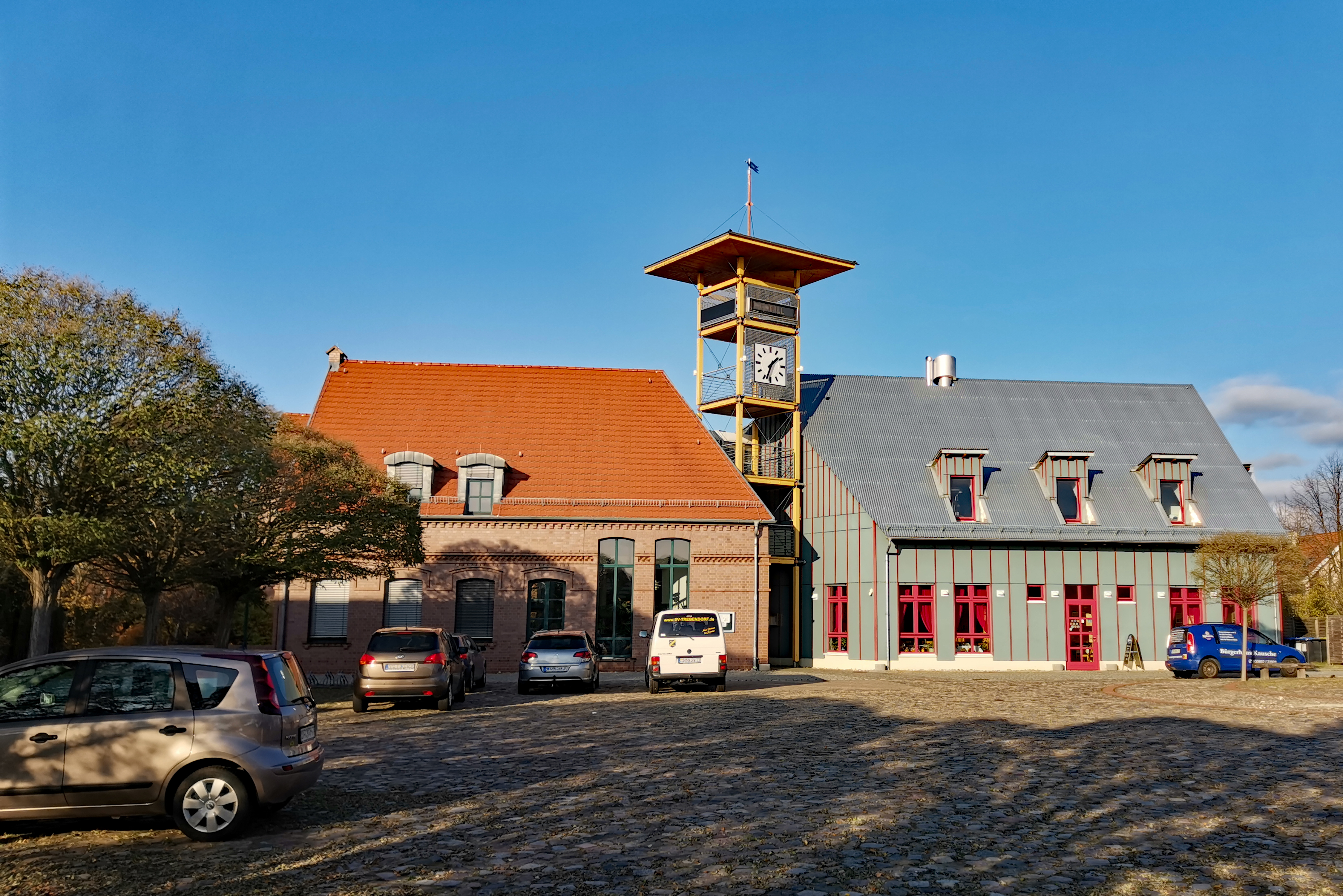
Bürgerhaus in Kausche 2019

Der Ort Kausche wurde im Jahr 1527 erstmals unter dem Namen Klausche erwähnt, die Bedeutung der Namen ist unklar. Archäologische Funde deuten auf eine Erstbesiedlung im 13. Jahrhundert hin. Mit der Eröffnung der Braunkohlengrube „Mariannensglück“ 1894 wurde im Jahr 1895 auch eine Brikettfabrik errichtet, welche erst im Jahr 1992 geschlossen wurde. Kausche gehörte bis 1952 zum Kreis Calau und gehörte nach einer Gebietsreform zum Kreis Spremberg.
Zum Ende des Zweiten Weltkrieges wurden in und um den Ort Kausche größere deutsche Truppenverbände, so unter anderem die 10. SS-Panzerdivision „Frundsberg“, die Führer-Begleit-Division und die 344. Infanterie-Division aber auch Volkssturm und Zivilisten im Kessel von Kausche durch sowjetische Truppen eingeschlossen. Beim Ausbruch aus dem Kessel am 21. April 1945 verloren tausende Soldaten und Zivilisten ihr Leben.
Im Dezember 1991 entschied die LAUBAG, den Ort Kausche abzubaggern. Im Dezember 1993 wurde dazu ein entsprechender Umsiedlungsvertrag unterschrieben. Mitte der 1990er Jahre wurden die letzten in Kausche lebenden Menschen umgesiedelt, 1996 wurden sämtliche Gebäude des Ortes abgetragen. Um 2000 musste der ursprüngliche Ort endgültig dem Tagebau Welzow-Süd weichen. Kausche war der erste Ort in der Niederlausitz, der komplett an einen anderen Standort, hier Neu Kausche, umgesiedelt wurde. Die amtliche Zahl der Umsiedler wird mit 355 angegeben.
Das alte Gemeindegebiet von Kausche wurde am 29. September 1996 nach Drebkau umgegliedert. Am neuen Standort des Ortes, der sich auf einer Fläche von etwa zwölf Hektar knapp sechs Kilometer nördlich des alten Ortes befindet, wurden 25 Mietshäuser mit 149 Wohnungen und 33 Eigenheime errichtet.

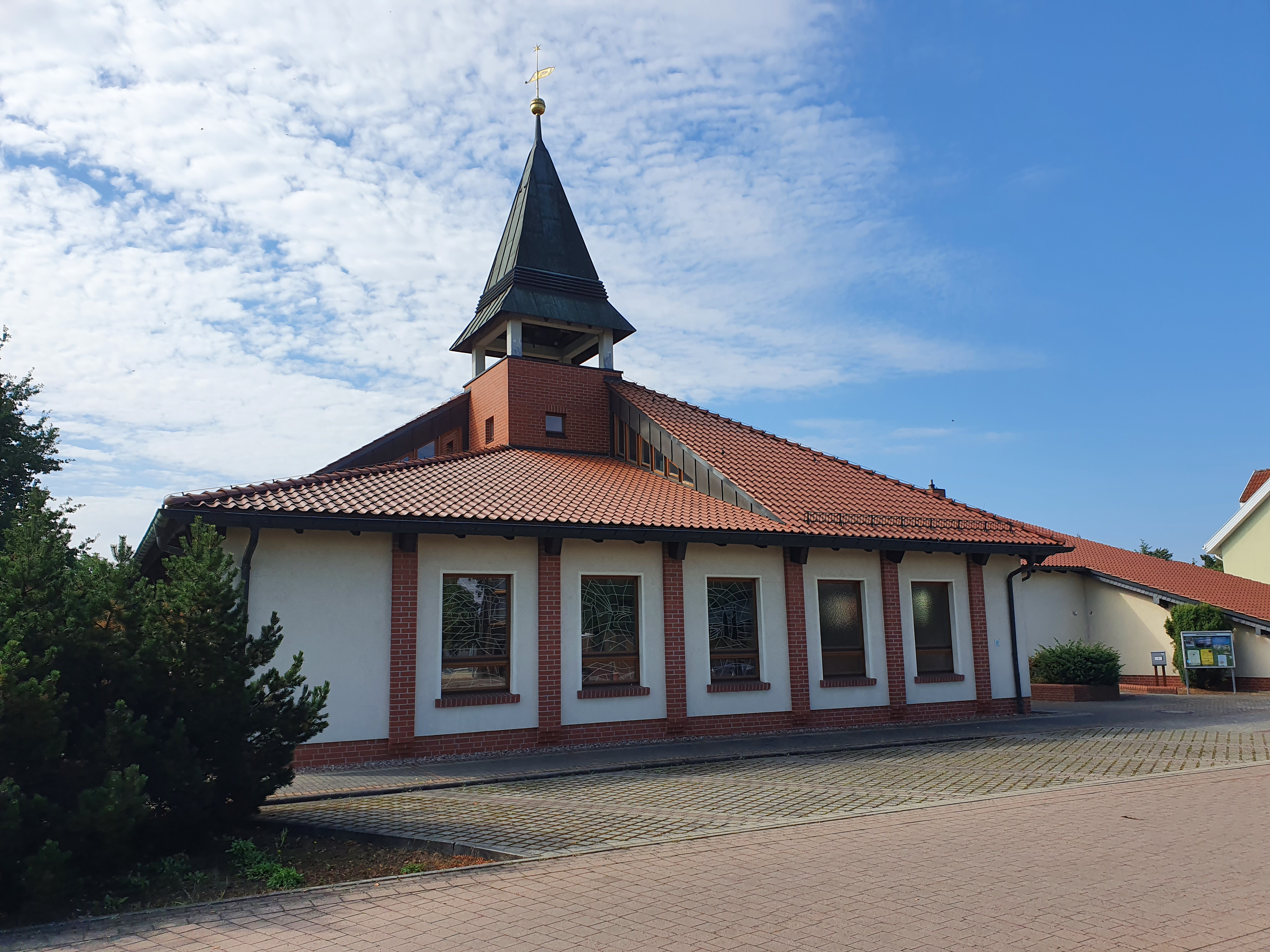
Hoffnungskirche Kausche

Im Zentrum des heutigen Ortsteils von Drebkau befinden sich das Bürgerhaus und eine Kirche. In Drebkau sind noch mehrere Vereine aktiv, die den Namen behalten haben, wie die Freiwillige Feuerwehr Drebkau/Kausche und die SG Kausche (Fußballverein).

## Quelle
- Märkische Oderzeitung, 25./26. März 2006, S. 13